# Нова Мокошиця
42°40′ пн. ш. 18°07′ сх. д. / 42.67° пн. ш. 18.11° сх. д.
Нова Мокошиця (хорв. Nova Mokošica) — населений пункт у Хорватії, у Дубровницько-Неретванській жупанії у складі міста Дубровник.

## Населення
Населення за даними перепису 2011 року становило 6 016 осіб.
Динаміка чисельності населення поселення: